# Stefano Zaino
Stefano Zaino (Solero, 8 settembre 1905 – Alassio, 20 maggio 1985) è stato un partigiano italiano. Insignito di medaglia d'argento al valore militare.

## Biografia
Di umili origini, effettua il servizio militare in Marina, come marò palombaro. Pratica a buon livello il pugilato, anche se lo abbandona perché non accetta di prendere la tessera del partito fascista. Nonostante l'età matura, è di esempio ed incitamento ad intraprendere la lotta partigiana a partire dal 8 settembre del 1943.
Persona semplice ma capace, il 9 settembre 1943, date le sue ottime qualità di organizzatore, inizia a costituire bande partigiane: attacca ed ottiene la resa della caserma di artiglieria di Genova Rivarolo, catturando una notevole quantità di armi e munizioni, che in parte rende inservibili ed in parte occulta, conscio delle necessità future. Dopo l'armistizio si reca nella zona montana soprastante Genova, per studiare le possibilità di vita e di azione di una futura formazione partigiana.
Individuato nel mese di ottobre 1943 dai nazifascisti, è condannato in contumacia alla pena di morte con i seguenti capi d'accusa: appartenenza a bande Partigiane; detenzione distribuzione di armi; atti di sabotaggio; aiuto a prigionieri alleati e disfattismo. 
Per questo viene catturata e condotta al comando tedesco la moglie, Palmira Delcanto (Miretta). Ciò sprona ancor di più Stefano Zaino che, nel mese di novembre 1943, si sposta nella zona di Fumeri dove realizza piani predisposti al reclutamento dei primi nuclei di sbandati, assolvendo compiti di comando, uniti a quelli di collegamento con le nascenti organizzazioni Gap. La banda diviene ben presto nota in tutta la zona. L'abilità militare di Zaino contribuisce a costituire il primo granitico blocco da cui emergono i quadri della Formazione Giustizia e Libertà di montagna e cittadina.
Catturato a Ronco Scrivia, resiste alle torture cui è sottoposto. Liberato a seguito di scambio prigionieri, si trasferisce a Genova Borzoli dove costituisce una squadra di sabotatori che si distingue per il numero di azioni. Richiamato a Genova dal comando delle informazioni GL, assume il comando della II Brigata cittadina GL e da allora la sua azione è estesa al difficile compito organizzativo. Il notevolissimo numero di azioni, il valido contributo dato nel campo logistico informativo e politico, i continui rischi corsi da Zaino combattendo e sabotando, sono il suo bagaglio di lunghi mesi di attività.
Il 6 febbraio 1945 viene catturato a Genova Luciano Bolis (Fabio), uno dei capi del movimento clandestino, depositario di importanti notizie riguardanti la cospirazione e l'organizzazione delle formazioni Partigiane. Torturato barbaramente e lungamente, per evitare di fare nomi e rivelazioni sotto i tormenti, si recide i polsi e la gola. Trovato morente dai suoi aguzzini, è trasportato all'ospedale di San Martino, piantonato continuamente da diverse Brigate nere.
Stefano Zaino e Giovanni Sissa, si offrivano volontariamente per tentarne la liberazione, supportati all'interno dell'ospedale dalla dottoressa Ida De Guidi e dall'infermiera Ines Muniz. Dopo lunga e minuziosa preparazione, il 18 aprile 1945 riuscivano a portarlo in salvo. Il suo contegno fu in tale frangente ammirevole ed eroico, dalla testimonianza di Giovanni Sissa e Ida De Guidi, i suoi compagni nell'azione.
Nel 1981 riceve la medaglia d'argento al valor militare dal Presidente della Repubblica Sandro Pertini.
Muore ad Alassio il 20 maggio 1983.